# رضوان بولاتلی
رضوان بولاتلی (ترکی استانبولی: Rıdvan Bolatlı؛ ۲ دسامبر ۱۹۲۸ – ۳۱ مارس ۲۰۲۲) بازیکن فوتبال اهل ترکیه بود.
از باشگاه‌هایی که در آن بازی کرده‌است می‌توان به باشگاه فوتبال آنکاراگوچو اشاره کرد.
وی همچنین در تیم ملی فوتبال ترکیه بازی کرده‌است.